# Sabino Brunello
Sabino Brunello est un joueur d'échecs italien né le 27 juin 1989 à Brescia. 
Au 1er octobre 2016, il est le numéro deux italien avec un classement Elo de 2 566 points.

## Biographie et carrière
Grand maître international depuis 2010, Sabino Brunello a représenté l'Italie lors de la coupe du monde d'échecs 2013 (éliminé au premier tour par Pavel Eljanov) et lors de sept olympiades de 2006 à 2018 et de cinq championnats d'Europe par équipes (en 2007 et de 2011 à 2017).
Sabino Brunello est le frère de Roberta Brunello et de Marina Brunello qui furent championnes d'Italie en 2006, 2008 et 2010.
Il joue notamment avec le club Obiettivo Risarcimento Padova, avec lequel il a été plusieurs fois champion d'Italie et champion d'Europe en 2019.